# 金川造船
金川造船株式会社（かながわぞうせん）は、兵庫県神戸市兵庫区に本社を置く造船事業者である。日本中小型造船工業会の会員企業である。

## 概要
神戸市内に、吉田工場（兵庫区）・苅藻島工場（長田区）の2工場を置く。新造船は、吉田工場で建造・進水後、苅藻島工場で艤装を行って完成させる工程となっている。
タグボートの建造が多く、これまでに700隻以上の建造実績があり、日本国内でトップシェアを占める。2018-2019年には、国内初のIGFコードに準拠したLNG燃料のタグボートを建造し、商船三井グループに引き渡した。このタグボートは、日本船舶海洋工学会のシップ・オブ・ザ・イヤー2019作業船・特殊船部門賞を受賞している。2022年には、日本初の電気推進タグボートを建造し、2023年に東京汽船に引き渡した。
三菱重工業神戸造船所の協力工場の認定を受けており、同造船所向けの船殻ブロックの製作も行う。

## 主要設備

### 吉田工場
- 船台[8]
  - 第1船台 60m × 10.5m 収容能力1,000GT
  - 第2船台 60m × 10.5m 収容能力1,000GT
- クレーン[8]
  - 70/35tジブクレーン 1基
  - 10t門型クレーン 1基
  - 5t門型クレーン 1基

### 苅藻島工場
- 艤装岸壁 80m[8]
- クレーン[8]
  - 40/20tジブクレーン 1基
  - 10t門型クレーン 1基

## 沿革
- 1932年（昭和7年）1月 - 金川組発足[9]。三菱重工業神戸造船所・川崎造船所の所内造船工事請負業を営む[9]。
- 1940年（昭和15年）5月 - 鷹取工場開設[9]。鉄構・製缶加工工事を開始[9]。
- 1944年（昭和19年）5月 - 法人組織に改組[9]。
- 1951年（昭和26年）5月 - 吉田工場・苅藻島工場を開設[9]。中小型鋼船の新造・修理事業を開始[9]。
- 1961年（昭和36年）4月 - 三菱重工業神戸造船所建造船の船殻ブロック・ハッチカバー等の製作を始める[9]。
- 1973年（昭和48年）9月 - 工場レイアウトの改善・設備の充実を図り、吉田工場の拡張を行う[9]。
- 1992年（平成4年）9月 - 作業環境の改善・省力設備の計画的導入を図り、吉田工場建屋の建て替えを行う[9]。